# Christos Doumas

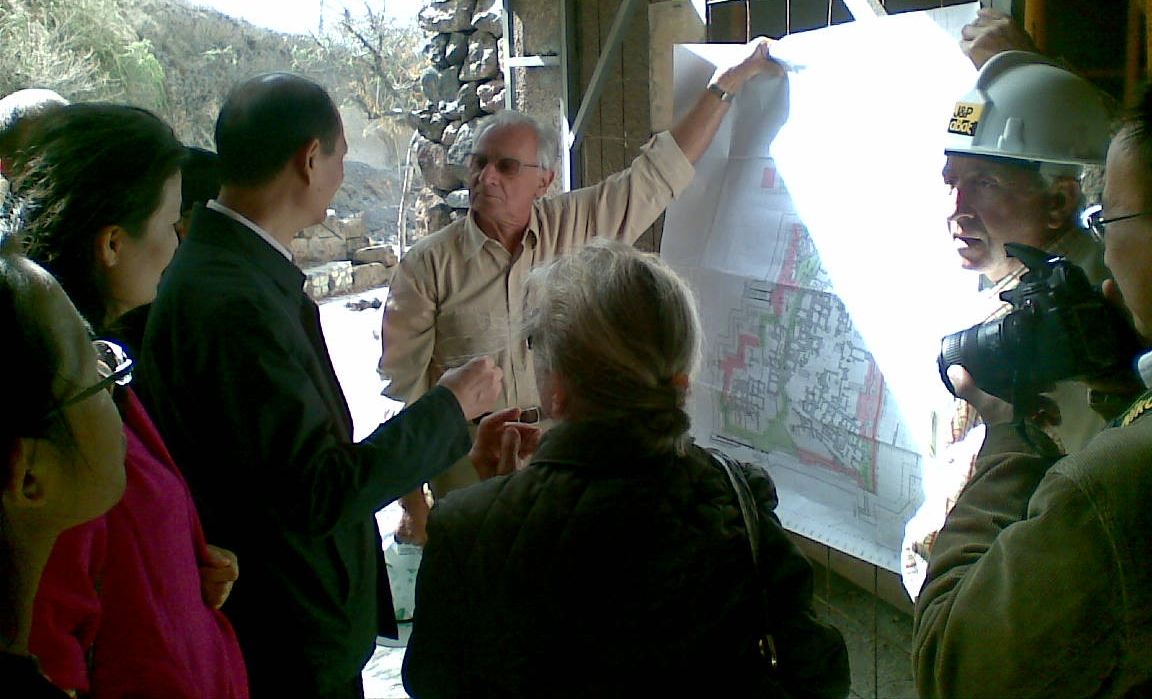
Christos Doumas in Akrotiri, Oktober 2010

Christos Georgiou Doumas (griechisch Χρήστος Γεωργίου Ντούμας, * 1933 in Patras) ist ein griechischer Archäologe. 
Doumas arbeitete seit 1960 in der griechischen Denkmalbehörde Ephorie für Prähistorische und Klassische Altertümer, auf den Kykladen, in der Dodekanes und den nördlichen ägaischen Inseln. Auch war er Kurator der Prähistorischen Sammlung des Archäologischen Nationalmuseums in Athen und arbeitete als Antikendirektor und Direktor für Restaurierungen im Griechischen Kulturministerium. Von 1980 bis zur Emeritierung 2000 lehrte er als Professor für prähistorische Archäologie an der Nationalen und Kapodistrias-Universität Athen. 
Er ist seit den 1960er Jahren der führende Archäologe für die Vorgeschichte der Ägäisinseln. Nach dem Tod seines Lehrers Spyridon Marinatos leitet er seit 1975 die Ausgrabungen in Akrotiri auf der Kykladeninsel Santorin.